# 신녕중학교
신녕중학교(新寧中學校)는 대한민국 경상북도 영천시 신녕면 매양리에 있는 공립 중학교이다.

## 학교 연혁
- 1951년 9월 5일 : 초대 김창환 교장 취임
- 1951년 9월 5일 : 신녕중학교 개교
- 1954년 6월 15일 : 신녕농업고등학교 개교
- 1965년 5월 18일 : 신녕농업고등학교 폐교
- 1971년 3월 1일 : 신녕상업고등학교 개교
- 1988년 3월 1일 : 신녕종합고등학교로 교명 변경
- 1995년 3월 1일 : 신녕상업고등학교로 교명 변경
- 2002년 3월 1일 : 영천정보고등학교로 교명 변경
- 2012년 3월 1일 : 영천상업고등학교로 교명 변경 및 특성화고 지정
- 2013년 3월 1일 : 2013년 농어촌전원학교 운영(중학교)
- 2018년 3월 1일 : 제24대 최창원 교장 취임
- 2020년 2월 7일 : 중학교 제69회 9명(총 8,811명) 졸업
- 2020년 2월 7일 : 고등학교 제47회 19명(총 3,193명) 졸업

## 참고 자료
- 신녕중학교 - 한국교육학술정보원 학교알리미